# ألكساندرا فون فيرستنبيرغ
ألكساندرا فون فيرستنبيرغ (بالإنجليزية: Alexandra von Fürstenberg)‏ هي نجمة اجتماعية أمريكية، ولدت في 3 أكتوبر 1972 في نيويورك في الولايات المتحدة.